# Franklin Chacón
Franklin Raúl Chacón Colmenares (Táchira, 12 de febrero de 1979) es un ciclista profesional venezolano. Compitió entre los años 2000 y 2013.

## Palmarés
2000
1.º en 5.ª etapa Vuelta al Táchira  Venezuela
2002
1.º en 1.ª etapa Vuelta a Bramón  Venezuela
1.º en 1.ª etapa Vuelta al Táchira  Venezuela
1.º en Campeonato de Venezuela de Ciclismo Contrarreloj  Venezuela
2005
1.º en 3.ª etapa Vuelta a Aragua  Venezuela
1.º en 3.ª etapa parte a Vuelta a Venezuela 2005  Venezuela
2006
1.º en 3.ª etapa Vuelta al Táchira, Valera  Venezuela
2007
1.º en 1.ª etapa Vuelta a Yaracuy, San Felipe  Venezuela
1.º en Clasificación General Final Vuelta a  Yaracuy  Venezuela
1.º en Juegos del Alba, Ruta, Contrarreloj Individual  Venezuela
1.º en 3.ª etapa Vuelta a  Portuguesa, Guanarito  Venezuela
2008
1.º en Clasificación General Final Vuelta a Yacambu-Lara  Venezuela
1.º en 1.ª etapa Clásico Virgen de la Consolación de Táriba  Venezuela
1.º en 4.ª etapa Vuelta a Venezuela Guanare  Venezuela
1.º en 1.ª etapa Vuelta a Guatemala, Zacapa  Guatemala
1.º en 2.ª etapa Vuelta a Guatemala  Guatemala
1.º en 12.ª etapa Vuelta a Guatemala, Antigua  Guatemala
2011
1.º en Clásica Navideña Cúcuta  Colombia

## Equipos
- 2001  Kino Táchira
- 2006  Gobernación del Zulia - Alcaldía de Cabimas
- 2008  Gobernación del Zulia
- 2008  Café Quetzal - Sello Verde
- 2009  Gobernación del Zulia
- 2010  Gobernación del Zulia
- 2012  Gobernación del Zulia
- 2013  Gobernación del Zulia